# Molinos (Salta)

Molinos é um município da província de Salta, na Argentina.